# Haven van Valencia

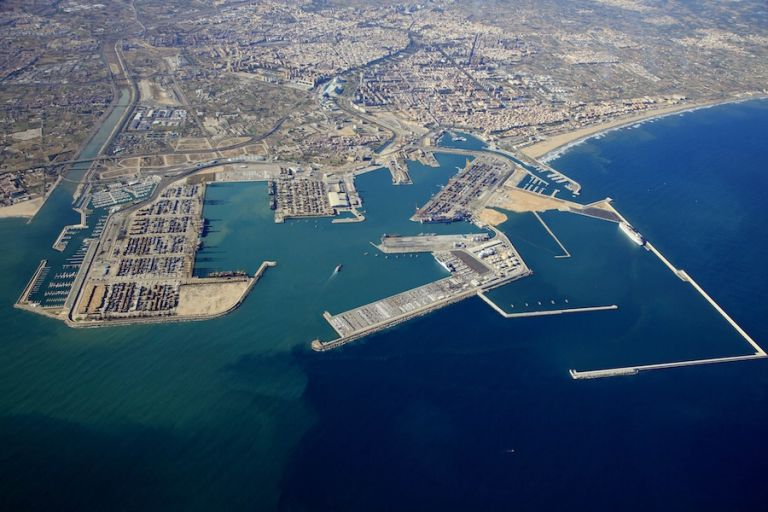
Haven van Valencia

De haven van Valencia (Spaans: Puerto de Valencia), ten oosten van Valencia, is naar hoeveelheid verscheepte goederen gemeten de tweede haven van Spanje. De haven valt in de maritieme provincie Valencia. 
Volgens het Spaanse ministerie van Fomento passeerden in 2010 63,9 miljoen ton goederen deze haven. Dat is minder dan in de haven van Algeciras, maar meer dan in de haven van Barcelona. In dat jaar legde 7.103 maal een schip aan in de haven. Dat is minder dan in Barcelona, maar dat kan verklaard worden door het feit dat in laatstgenoemde aanzienlijk meer cruiseschepen aanmeren, die geen goederen vervoeren.

## Valencia Street Circuit
De Haven van Valencia is onderdeel van het Valencia Street Circuit, een racecircuit. Het circuit is tussen 2008 en 2012 gastheer geweest van de Grote Prijs van Europa.